# Rosnäs
Rosnäs, finska: Ruosniemi, är en stadsdel i norra Björneborg i Finland. Inom Rosnäs finns områdena Överby, Nederby, Träsk och Viksnäs. Tidigare hörde också Tuulikylä till Rosnäs. Men efter utbyggnaden räknas det som en egen stadsdel. 
Angränsande stadsdelar är i söder Toejoki, Murtonens krök och Storsand, i väster Hjulböle och Tuulikylä i öster Härpö i Ulvsby.
I Rosnäs finns en kyrka, grundskolans lågstadium och daghem. I anslutning till skolan finns ett filialbibliotek. En del annan service finns i stadsdelen. Det finns också en slalombacke, hockeyrink och fotbollsplan.
Järnvägslinjen Björneborg – Haapamäki har gått genom stadsdelen, men banan är numera förkortad och går bara till Rosnäs. I Rosnäs fanns en station planerad av arkitekt Thure Hellström år 1933. Persontrafiken upphörde 1981 och banavsnittet till Kankaanpää togs ur bruk 1985. Järnvägsviadukten har rivits men fastigheter finns ännu kvar.